# Lézinnes
Lézinnes es una localidad y comuna francesa situada en la región de Borgoña, departamento de Yonne, en el distrito de Avallon y cantón de Ancy-le-Franc.

## Demografía
| 497 | 560 | 526 | 515 | 626 | 597 | 646 | 720 | 651 | 649 | 672 | 648 | 680 | 771 | 760 | 890 | 907 | 847 | 893 | 876 | 857 | 825 | 1 001 | 787 | 866 | 872 | 833 | 787 | 774 | 812 | 746 | 778 | 745 |
| Para los censos de 1962 a 1999 la población legal corresponde a la población sin duplicidades (Fuente: INSEE [Consultar]) |     |     |     |     |     |     |     |     |     |     |     |     |     |     |     |     |     |     |     |     |     |       |     |     |     |     |     |     |     |     |     |     |